# Distretto di Lamay
Il distretto di Lamay è uno degli otto distretti della provincia di Calca, in Perù. Si trova nella regione di Cusco.